# Mario Muñoz
Mario Alberto Muñoz (Puerto Leguízamo, Putumayo, Colombia; 7 de agosto de 1984) es un futbolista colombiano. Juega de arquero y su equipo actual es el Bogotá F. C. de la Categoría Primera B colombiana. 

## Clubes
| Club                 | País     | Año         |
| -------------------- | -------- | ----------- |
| Academia Compensar   | Colombia | 2006 - 2007 |
| Cúcuta Deportivo     | Colombia | 2008        |
| Atlético Bucaramanga | Colombia | 2009        |
| Patriotas Boyacá     | Colombia | 2010        |
| Bogotá Fútbol Club   | Colombia | 2011 - 2013 |
| Fortaleza CEIF       | Colombia | 2013        |
| Bogotá Fútbol Club   | Colombia | 2014        |